# Кампоформідо
Кампоформідо (італ. Campoformido, вен. Campoformio) — муніципалітет в Італії, у регіоні Фріулі-Венеція-Джулія,  провінція Удіне.
Кампоформідо розташоване на відстані близько 470 км на північ від Рима, 65 км на північний захід від Трієста, 8 км на південний захід від Удіне.
Населення — 7861 особа (2014).

## Демографія
Населення за роками:

Станом на 1 січня 2023 року в муніципалітеті офіційно проживало 549 іноземців з 56 країн, серед них 174 громадяни країн Євросоюзу та 51 громадянин України.

## Сусідні муніципалітети
- Базиліано
- Пазіан-ді-Прато
- Поццуоло-дель-Фріулі
- Удіне